# Punta Secca
Punta Secca is een plaats (frazione) in de Italiaanse gemeente Santa Croce Camerina.